# Drop lock
Il drop lock è un'obbligazione a tasso variabile che, a fronte di un'eccessiva riduzione del tasso di interesse, si trasforma in un'obbligazione a tasso fisso sulla base di condizioni predefinite.
Prevedono un'opzione di conversione da tasso variabile a tasso fisso. Maturano degli interessi variabili ma sono dotate di una soglia minima (nella prassi, un tasso di rendimento denominato trigger-rate) al di sotto del quale il rendimento non può andare. Qualora il tasso di rendimento risulti essere inferiore al trigger-rate, l'investitore continuerà a percepire cedole pari a tale livello minimo e dunque il tasso da variabile si trasforma in fisso.